# Organizacja na rzecz Akcji Demokratycznej
Organizacja na rzecz Akcji Demokratycznej albo Da’am – Partia Robotników (arab. يمقراطي عمل منظمة, Demokrat Amal Menzema, hebr. דע"ם – מפלגת פועלים, Da’am – Mifleget Poalim) – izraelska partia polityczna powstała w 1995 roku wskutek rozłamu w Maki. Mimo że co do zasady nie ma charakteru etnicznego, składa się głównie z izraelskich Arabów. Na jej czele stoi kobieta – Asma Agbarieh-Zahalka.

## Charakterystyka
Partia ma program zdecydowanie lewicowy, koncentruje się na obronie praw pracowniczych i walce z dyskryminacją. Próbuje budować mosty między izraelskimi Żydami i Arabami. Opowiada się za niepodległym państwem palestyńskim w granicach z 1967. Sprzeciwia się prawicowemu syjonizmowi, jak i również islamizmowi oraz nacjonalizmowi palestyńskiemu.
Da’am organizuje również związki zawodowe oraz wspiera osoby bezrobotne i niezrzeszonych pracowników. W wyborach zdobywa między 0,06 a 0,11 proc., poniżej 2-procentowego progu wyborczego. Dotychczas nie udało się jej wprowadzić przedstawicieli do Knesetu.
W wyborach w 2009 roku Da’am prowadził kampanię pod hasłem „Izrael nie jest już państwem Żydów, lecz bogatych”.
Partia wydaje miesięcznik w języku angielskim Challenge, jak również arabski al Sabar i hebrajskiego kwartalnego Etgar.